# Argumento teleológico
Um Argumento teleológico da existência de Deus, também chamado de argumento da criação ou prova psicoteológica, é um argumento a posteriori para a existência de Deus com base na criação aparente e propósito na natureza, para além do âmbito de qualquer atividade humana. Vários conceitos de teleologia são desenvolvidos por filósofos antigos e clássicos, como Platão, que propôs um artífice divino, outros, nomeadamente Aristóteles, rejeitaram essa conclusão em favor de uma teleologia mais naturalista.
O argumento teleológico foi alvo de muitas críticas. Especialmente importantes são os argumentos lógicos apresentados por David Hume em Diálogos sobre a Religião Natural, publicado em 1779, e a explicação da complexidade biológica por Charles Darwin em A Origem das Espécies, publicado em 1859. 

## História

### Escritores cristãos clássicos e antigos

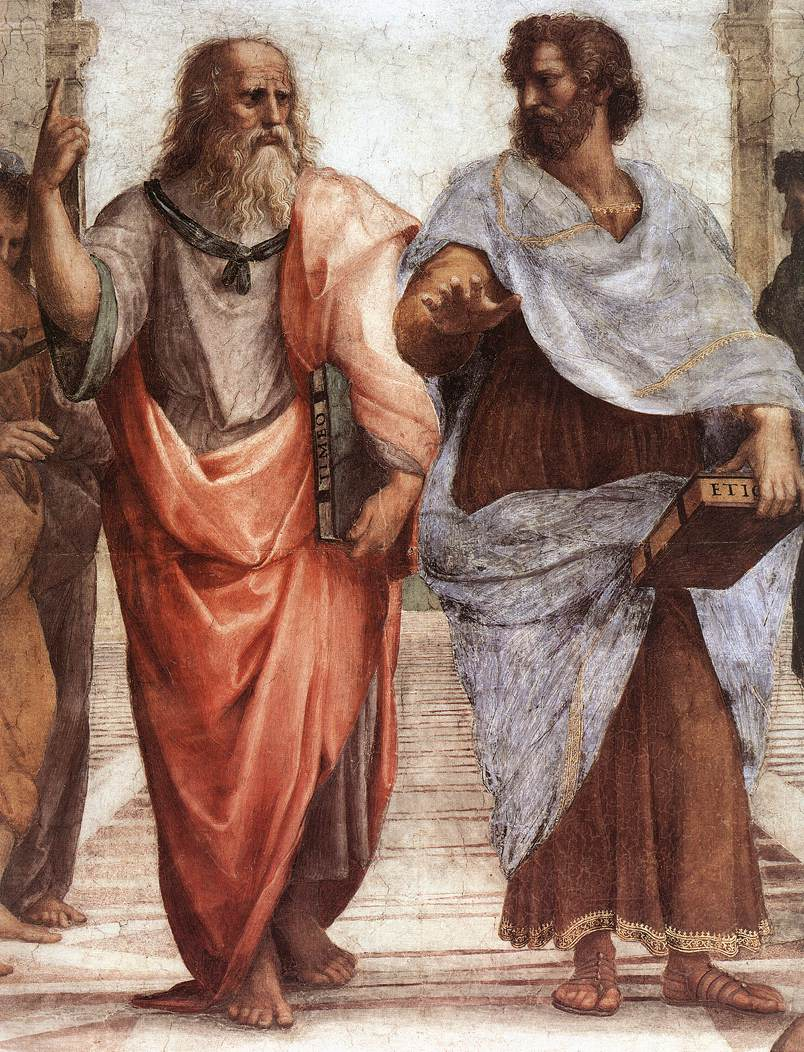
Ambos Platão e Aristóteles, representados aqui na A Escola de Atenas, desenvolveram argumentos filosóficos abordando a ordem aparente do universo (logos).

Segundo Xenofonte, Sócrates (c. 469-399 a.C.) argumentou que a adaptação de partes do corpo humano a outras partes, tal como as pálpebras protegem os olhos, não podia ter sido ao acaso sendo assim um sinal de um planejamento sábio no universo.
Platão (c. 427 – c. 347 a.C.) postulou um "demiurgo" de suprema sabedoria e inteligência como o criador do cosmos em seu trabalho Timeu. A perspectiva teleológica de Platão também é construída sobre a análise da ordem e estrutura a priori no mundo que ele já havia apresentado em A República. Platão não propõe a criação ex nihilo, mas sim, que o demiurgo fez a ordem a partir do caos do cosmos, imitando as formas eternas.
Aristóteles afirmava que a mais completa explicação sobre o natural ou o artifical, é em sua maior parte teleológico, baseado somente no estudo de espécimes imaturas. Por exemplo, uma pessoa pode não confiar no conhecimento de outra sobre as espécies. Da mesma forma, o conhecimento de uma característica que usa um animal é fundamental para entendê-lo (por exemplo, que os pássaros usam as asas para o voo). Aristóteles não acreditava que a natureza é dotada com o mesmo propósito racional e direção que a existente nas atividades humana e artefatos. No entanto, ele acreditava que a forma adulta está presente na prole, tendo sido copiada do pai, e que as partes de um organismo são bons para o seu propósito. Ele afirmou que por uma imperfeita, mas convincente analogia, se poderia dizer que são construídos propositadamente para atender a sua função essencial. Além disso, o conhecimento de que a função ou propósito final é essencial porque qualquer outro aitia (Propósito), ou explicação pode-se que se ofereça para o órgão, seria bem informado dado o telos.

### Averroes
Averroes (ibne Rusde) introduziu argumentos teleológicos em suas interpretações de Aristóteles de uma perspectiva islâmica na Espanha moura na segunda metade do século XII. Seu trabalho foi considerado altamente controverso e foi oficialmente proibido em ambos na Espanha cristã e islâmica. Os argumentos teleológicos de Averroes podem ser caracterizada como a presunção de um único Deus. Ele propõe que a ordem e o movimento contínuo no mundo é causado pelo intelecto de Deus. Em conhecer todas as formas e padrões, Deus provê para as inteligências inferiores.